# Alexandre Louis Andrault de Langeron
Alexandre Louis Andrault (russe : Алекса́ндр Фёдорович Ланжеро́н), comte de Langeron, marquis de la Coste, baron de la Ferté, de Sassy et de Cougny, seigneur du Mont, de Bazolle de l'Isle de Mars et d'Alligny, né à Paris, le 13 janvier 1763, mort à Saint-Pétersbourg, le 4 juillet 1831 d'une épidémie de choléra, est un colonel français puis général de l'empire de Russie durant les guerres de la Révolution et de l'Empire.

## Ascendance
Alexandre Louis Andrault descend de la Maison Andrault, une ancienne famille noble d'extraction chevaleresque, originaire du Nivernais, connue dès le XIIIe siècle.
Il est l'unique enfant issu du mariage de Louis-Théodore Andrault et de Marie-Thérèse de Damas-Crux. Il est titré à sa naissance marquis de La Coste (du second titre de son père).

## Début de carrière sous l'Ancien Régime
Tout comme son père et la plupart de ses ancêtres, Alexandre-Louis entame une carrière militaire à l'âge de 15 ans comme sous-lieutenant des Gardes-Françaises où il est détaché sous les ordres de Vimesnil à Caracas puis à Saint-Domingue pendant un an à partir de 1782. Sous la protection de la maison de Condé — la famille Andrault fait partie de la clientèle des princes de Condé depuis la Fronde — il est tout d'abord capitaine au régiment de Condé dragons et participe à la guerre d'indépendance américaine. Il est ensuite promu colonel sous commandant du régiment d'infanterie de ligne de Médoc en 1786. Il prend le commandement en tant que colonel surnuméraire du régiment d'Armagnac en 1788 et soutient la monarchie jusqu'à la Révolution.

## Sous la Révolution
Il est un fervent royaliste. Dès 1789, il émigre en Autriche et offre ses services à ce pays mais sans succès. En mai 1790, il se rend en Russie en passant par la Prusse et la Pologne, et est engagé par Catherine II en qualité de colonel du régiment des grenadiers de Sibérie. En compagnie du duc de Fronsac, futur duc de Richelieu, et de Charles-Joseph de Ligne, il montre ses talents militaires lors de la prise d'Izmaïl en décembre 1790 par Alexandre Souvorov. Il reçoit l'Ordre de Saint-Georges en 1791. 
Il passe ensuite dans l'armée des princes et participe à la campagne de Champagne. Paul Ier l'envoie en qualité d'observateur auprès du prince de Saxe-Cobourg qui commande les armées autrichiennes en guerre contre la France dans les Flandres et dans le Nord. En 1796, il est nommé brigadier puis en 1797, il est élevé au grade de général major, en 1799, il est promu lieutenant-général dans l'armée russe, quartier-maître général en Courlande et Inspecteur d'infanterie.
Paul Ier le décore de l'ordre de Sainte-Anne et le nomme comte de l'Empire russe par oukase du 29 mai 1799, comme la plupart des généraux de l'armée russe. Il est commandant d'honneur du 70e régiment d'infanterie de Riajsk de 1799 à 1806.

## Sous le Consulat et le Premier Empire
En 1805, il participe à la campagne de Moravie où il commande une division sous les ordres du général Koutouzov. Bien qu'ayant désapprouvé le plan de Koutouzov et tenté d'alerter ses supérieurs, il est rendu responsable de la défaite par le tsar et entre en disgrâce. Il se rend à Odessa chez le duc de Richelieu, gouverneur de la ville. On lui donne ensuite le commandement de plusieurs régiments durant la guerre russo-turque de 1806-1812 jusqu'en 1811. En 1810, il est victorieux à Silistra sur le Danube.
Début 1812, il négocie pour la Russie l'annexion du Boudjak ottoman : son habileté face au représentant ottoman, le prince phanariote Démètre Mourousi, Grand drogman depuis 1808, étend le territoire à annexer à toute la moitié orientale de la Principauté de Moldavie, nommée à cette occasion Bessarabie, soit 45 630 km², avec 482 630 habitants, 5 citadelles, 4 ports et 17 villes (Traité de Bucarest). Pour le mouvement unioniste moldave, le 28 mai (date de la signature du traité) est un jour de deuil et Langeron le « fossoyeur de la Moldavie », mais pour Alexandre Ier, Langeron est un prestigieux serviteur : le Tzar le nomme général et c'est comme tel qu'il participe à la campagne de Russie du côté russe, contre ses compatriotes d'origine. Il prend part à la bataille de Brest-Litovsk et à la bataille de la Bérézina. Il poursuit la Grande Armée dans sa retraite et l'assiège dans la ville de Toruń en Pologne.
En 1813, il est aux batailles de Königswart, de Bautzen, et de la Katzbach sous les ordres du général prussien Blücher puis à celle de Leipzig sous ceux de Bernadotte.
Il passe le Rhin à Kaub le 1er janvier 1814, il fait le siège de la forteresse de Mayence puis entre en France et se bat à Soissons, Laon, Reims, Craonne, Fère-Champenoise et finalement à la bataille de Paris où le 30 mars 1814, il prend la batterie de Montmartre.
À la fin 1814, il prend le commandement des 4e et 6e corps d'armée stationnés en Volynie. Il est alors nommé à l'ordre russe de Saint-André. Durant les Cent-Jours, Langeron marche à nouveau sur la France mais s'arrête en Allemagne à la suite de la défaite des napoléoniens à Waterloo.

## Le commandement d'Odessa

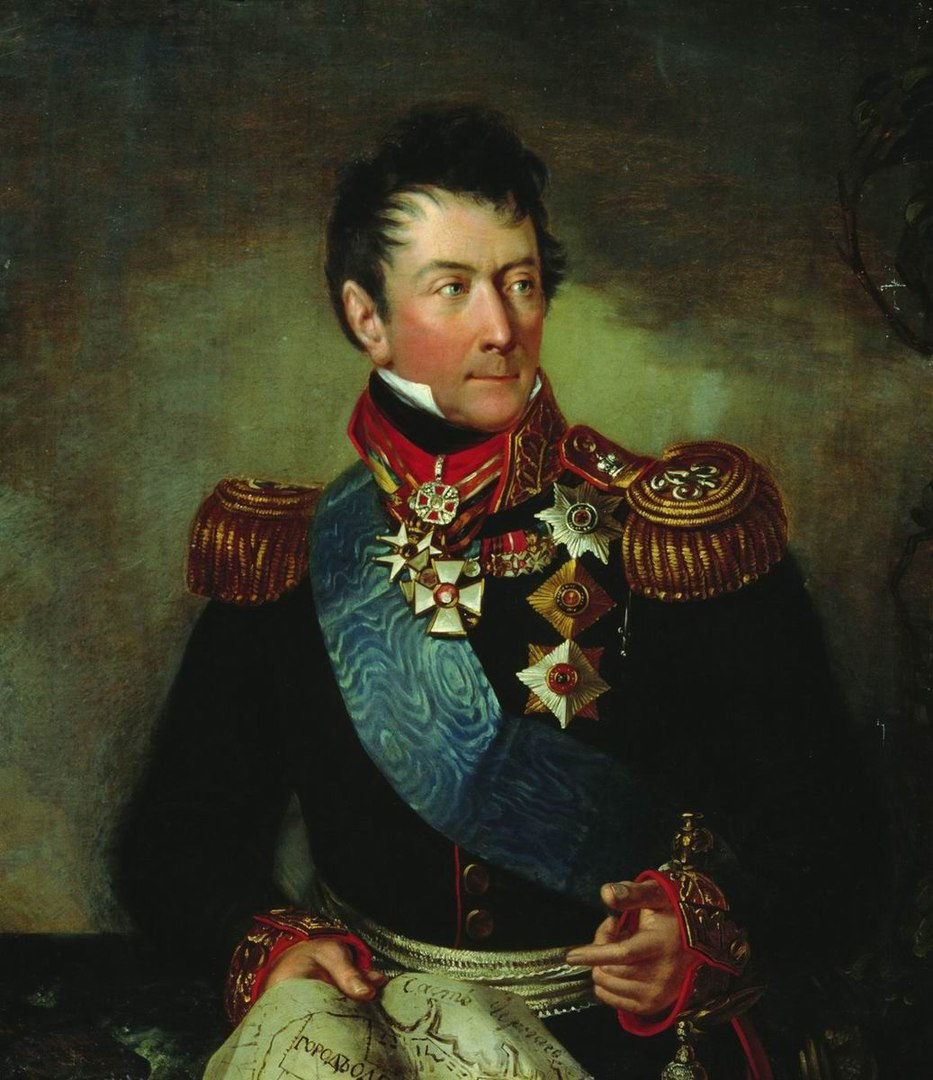
Portrait de Langeron par Reichel au Musée d'Art d'Odessa.

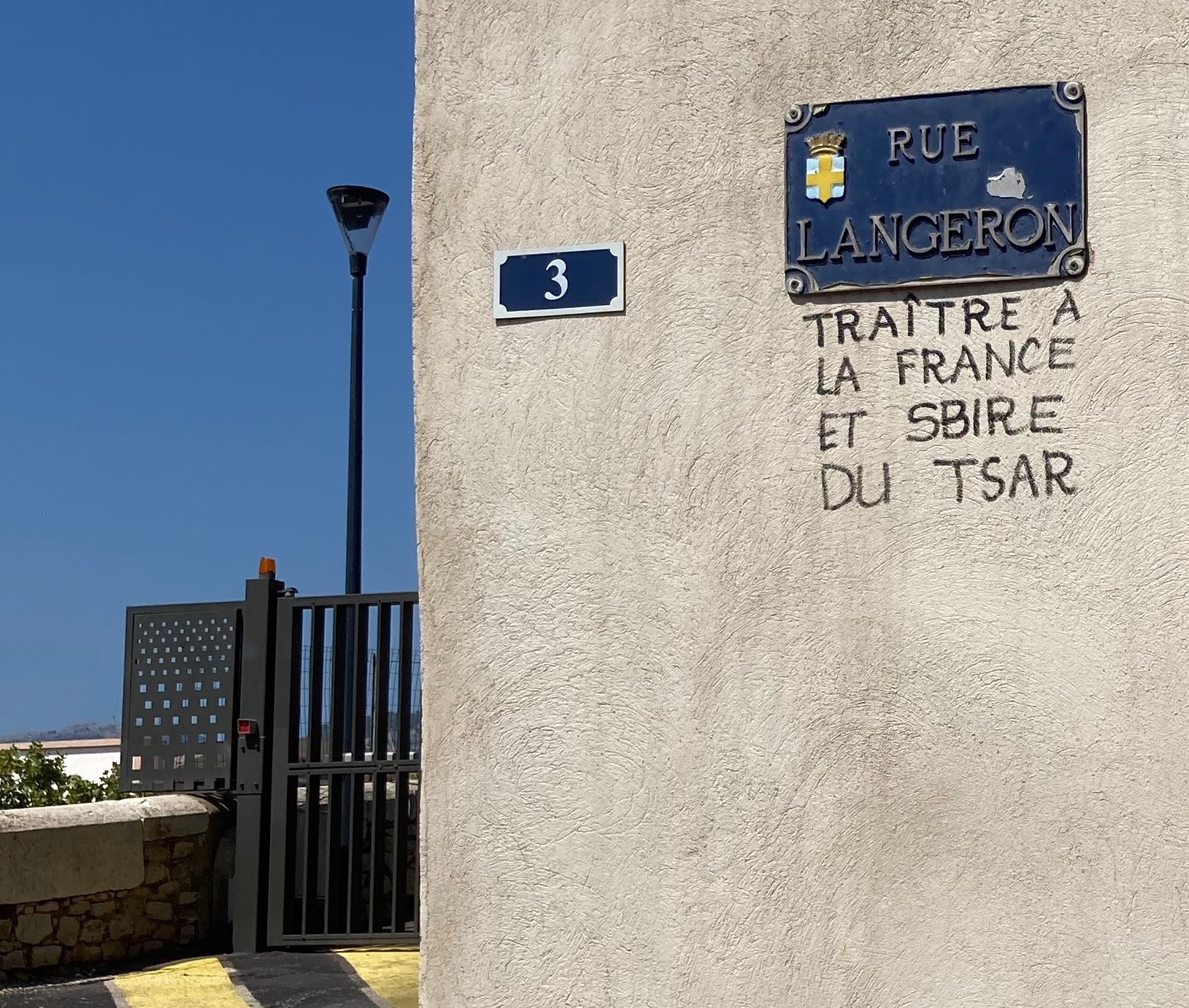
Plaque de rue à Toulon en hommage à Langeron, contestée par graffiti.

De retour à Odessa en 1815, Alexandre Ier lui confie le commandement des Cosaques de la mer Noire et du Danube ainsi que le gouvernement militaire, en remplacement de Richelieu, de l'immense et prospère province de Nouvelle Russie. Langeron déclare le port d'Odessa port franc (aucune taxe n'était perçue pour les marchandises arrivant par la ville) : les exportations de cette province atteignent la somme de 14 millions de roubles par an (maximum atteint en 1817). 
Il crée à Odessa le lycée Richelieu, institution d'élite dont la réputation fait le tour de la mer Noire, permettant la formation, en français, des fils de la noblesse russe, des riches marchands de la ville, mais aussi des fils de la noblesse moldave et grecque de Constantinople. Il supervise également la construction du jardin botanique de la ville et du boulevard Primorsky (boulevard du bord de mer). Odessa nomma une rue et une plage en son honneur et il est considéré comme un de ses fondateurs.

## Séjour en France et dernières années en Russie
En 1823, vieillissant, diminué « des suites de plusieurs blessures de guerre et notamment d'une blessure à la jambe lors de la bataille d'Ismaël », il entame un voyage vers son pays natal, où la royauté a été restaurée, et, profitant de sa fortune, en fait le tour pendant deux ans. Au début de 1826, de retour en Russie, il est nommé membre du tribunal qui devait juger les Décembristes durant la révolution de décembre, où plusieurs dizaines d'insurgés sont abattus en Nouvelle Russie, soulèvement dirigé par son ancien beau-frère, le prince Troubetskoï dont il était resté proche,. 
Nicolas Ier utilise ses talents militaires dans sa nouvelle campagne contre les Ottomans. À cette occasion, Langeron supervise de nombreuses batailles dans les Balkans et le Caucase en 1828 et 1829. Atteint par le choléra qui décime ses troupes, il en meurt en 1831. Il est remplacé dans son commandement par Hans Karl von Diebitsch. Un monument funéraire lui est élevé à l'église de l'Assomption d'Odessa.

## Mariages et descendance
Il épouse le 22 mai 1784 en premières noces Thérèse Maignard, fille du marquis de La Vaupalière, laquelle refuse de le suivre dans son exode russe : ils divorcent. 
Il épouse en secondes noces en 1804 la princesse Natalia Petrovna Troubetskaïa (dite Anastasie), par ailleurs veuve du major Katchinzoff de laquelle il aura une fille, Diane (1816-1849). Anastasie meurt en couches. 
Il aura un fils naturel Théodore Andrault, né en 1812 d'Angèle Dzerjanovskaïa (qu'il n'épousa pas), qui deviendra maire de Varsovie (président de Varsovie dans le langage de l'époque) de 1847 à 1862. C'est de cette naissance que débutera la branche russe de la famille Andrault (Андров, ensuite Трубецкой, seule branche survivante). 
En troisièmes noces, il épouse en 1819 Louise Brummer à la faveur d'une campagne en France. Cette dernière, l'ayant suivi en Russie, lui survivra. Théodore (Fiodor) et Diane voient leur titre de noblesse russe confirmé par oukaze du 2 mai 1822 et la descendance Andrault se perpétuera à travers la famille Troubetzkoï.

## Décorations
Chevalier des Ordres suivants :
- de Saint-André (1814) (Empire russe)
- de Saint-Alexandre avec l'Étoile en diamants (ER)
- de la Grande Croix de Saint-Georges de la seconde classe, (1813) (ER)
- de la Grande Croix de Saint-Vladimir de première classe (ER)
- de Sainte-Anne de la première classe (29 mai 1799) (ER)
- de Malte
- de l'ordre militaire de Marie-Thérèse de la troisième classe (Autriche)
- de l'ordre royal et militaire de Saint-Louis (France)
- de l'ordre de l'Aigle noir et de l'Aigle rouge de la première classe (Prusse)
- Grand-Croix de la première classe de l'ordre de l'Épée (Suède)
- de Cincinnatus (États-Unis)
- de l'épée d'or avec l'inscription à la bravoure (ER)
- médaille d'or de la prise d'Ismaïl (1790) (ER)
- médaille de la campagne de 1812 (ER)
- décoration du lys (France).

## Autres hommages
- Le comte Alexandre de Puymaigre rencontre Langeron en 1815 en son quartier général de Pont-à-Mousson et en fait le portrait suivant « Ce général, par ses formes, sa distinction, rappelait parfaitement un grand seigneur de Versailles. […] Il avait du caractère français jusque dans ses épigrammes »[7].
- Edmond-Charles Genêt, ambassadeur de France à Saint-Pétersbourg, le cite pour son comportement pendant la guerre contre la Suède « Il a fait des prodiges de valeur. […] Il a décidé en partie du sort de la première affaire, et si tout le monde avait suivi son exemple, la seconde aurait eu une issue bien différente »[8].
- La ville de Toulon lui a dédié une rue dans le quartier du Mourillon[9].

## Littérature
Le comte de Langeron rencontre souvent Alexandre Pouchkine, alors assigné à résidence jusqu'en 1824 dans la maison du parc Chevtchenko d'Odessa; en 1830 ils échangèrent des voeux de nouvel an. Pouchkine sera un familier du fils, Fiodor Aleksandrovitch Androff, qui épousera la fille d'A. A. Olénine, ami de Pouchkine.
Langeron participe à la revue L'Ambigu de Londres et écrit quatre pièces de théâtre : Masaniella, Rosamonde, Marie Stuart, Le Duel.